# Schneideisen

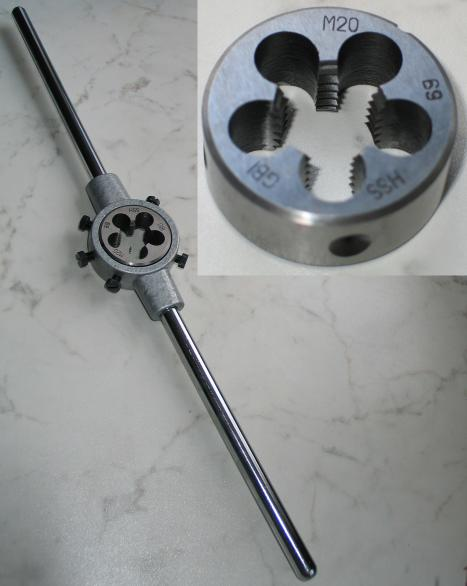
Schneideisen M20 mit und ohne Halter

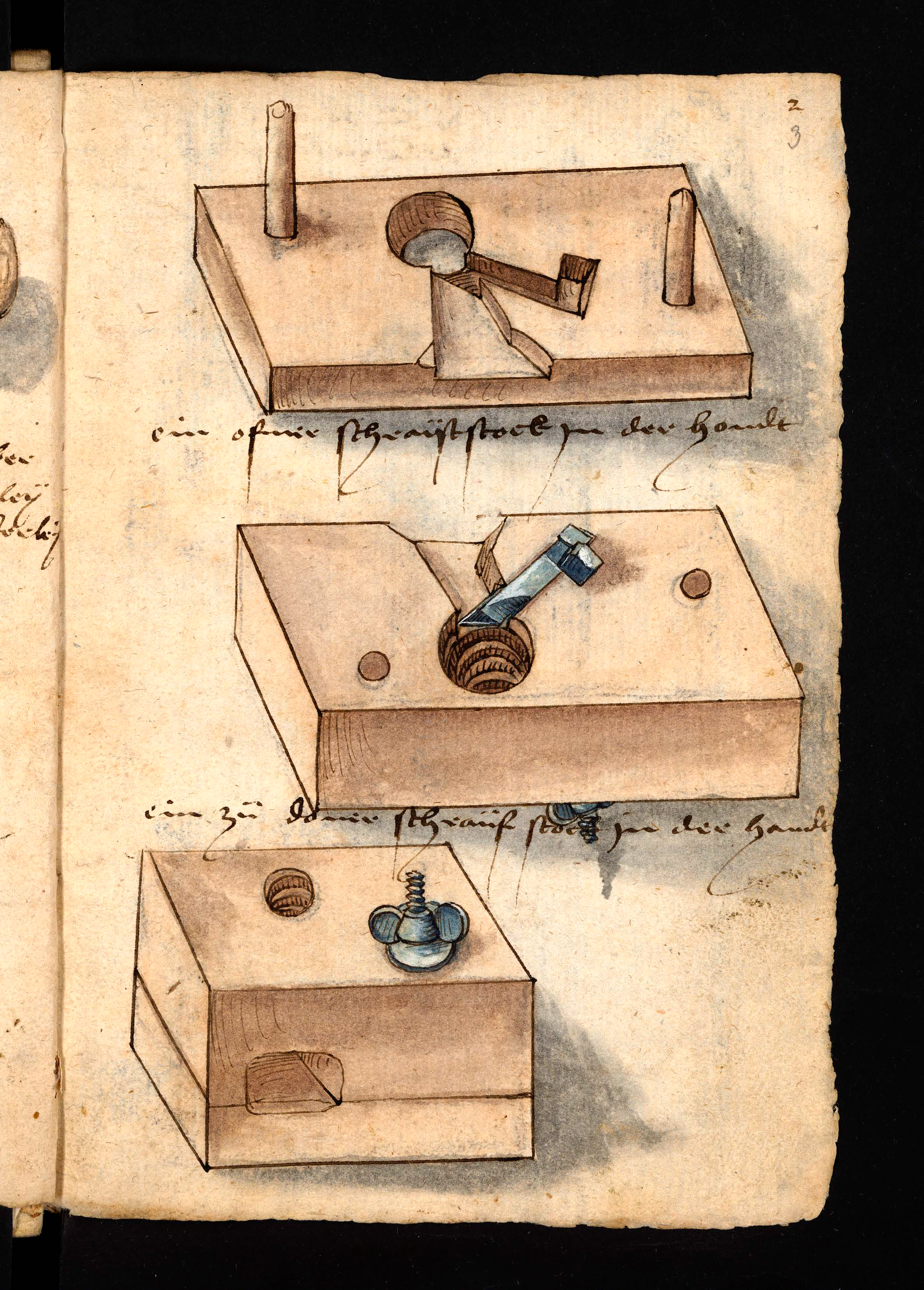
Gewindeschneider geöffnet und geschlossen aus dem Löffelholz-Codex, Nürnberg 1505

Ein Schneideisen (Schneidklinge, in der deutschsprachigen Schweiz auch Filière genannt) ist ein Metallbearbeitungswerkzeug zum Schneiden von Außengewinden. Es gehört zur Werkzeug- und Bearbeitungskategorie Zerspanung. Das entsprechende Werkzeug zum Schneiden von Innengewinden ist der Gewindebohrer.
Anlagenmechaniker für Sanitär-, Heizungs- und Klimatechnik verwenden Schneidkluppen zum Herstellen von Gewinden auf Gas- und Wasserrohren.

## Aussehen und Funktion
Ein Schneideisen ist zylinderförmig und weist innen – je nach Größe – drei oder mehr Schneiden auf. Zwischen den Schneiden sind Hohlräume in Form von Bohrungen eingearbeitet, welche die entstehenden Späne rollen und abführen. Es gibt auch sechseckige Schneideisen, um (vor allem für Reparaturzwecke) das Schneideisen an unzugänglichen Stellen mit Ring- oder Maulschlüssel bewegen zu können (siehe auch Gewindeschneidmutter).
Die Schneiden sind gezahnt und stellen geometrisch das Muttergewinde dar. Von dem zu bearbeitenden Bolzen wird je ein Span abgetragen.
Die äußeren Zähne sind abgeflacht. Dadurch wird der Anschnitt erleichtert, ferner der Verschleiß vermindert und beim Schneiden nimmt jeder Zahn einen Span in etwa der gleichen Breite mit. Die inneren Zähne dienen lediglich der Führung des Schneideisens im bereits geschnittenen Teil des Gewindes.
Ein Schneideisen ist symmetrisch aufgebaut, so dass ein Schneiden in beiden axialen Richtungen möglich ist. Am Außenmantel des Zylinders sind drei oder vier kegelförmige Vertiefungen, mit denen das Schneideisen mittels Schrauben in einem passenden Halter gegen Verdrehen gesichert werden kann.
Die manchmal vorhandene Nut dient dem radialen Nachstellen durch den unvermeidlichen Werkzeugverschleiß. Mit einer zusätzlich zu den Halteschrauben am Umfang des Schneideisenhalters angebrachten Stellschraube kann ein geschlitztes Schneideisen aufgespreizt werden, um ein Gewindeübermaß für den festeren Sitz der Schraube zu erzeugen
Schneideisen werden meist aus Schnellarbeitsstahl (HSS) gefertigt.

## Normung
Schneideisen sind nach Europäischer Norm EN 22568 genormt, in Deutschland früher DIN 223.

## Arbeitsvorgang
Vor dem Schneiden des Gewindes muss das Werkstück bereits den richtigen Nenndurchmesser besitzen. Kleine Werkstücke werden zur Fixierung in einen Schraubstock gespannt. Das Schneideisen wird rechtwinklig angesetzt und gedreht, bis die gewünschte Gewindelänge erreicht ist. Bei zähen Werkstoffen sollte das Schneideisen nach jeder halben Umdrehung etwas zurückgedreht werden, damit die Späne brechen und nicht die Gewindegänge verstopfen. Eine Schmierung mit Schneidöl oder einem anderen Öl, z. B. Rapsöl, ist unbedingt zu empfehlen. Sie verringert den Kraftaufwand und erhöht die Standzeit (Lebensdauer) des Schneideisens.
Um das Verkanten beim Ansetzen des Schneideisens zu vermeiden, sollte das Ende des Rohlings im Winkel von 45° angefast werden.
Auch durch Einspannen des Werkstückes und Schneideisens in Spannfutter und Schraub- bzw. Reitstock einer Bohr- oder Drehmaschine kann sichergestellt werden, dass das Schneideisen senkrecht zur Gewindelängsachse steht. Bei zähen Werkstoffen sollte das Futter der Bohr- bzw. Drehmaschine von Hand gedreht werden, um einen Bruch des Werkstücks im Falle des Verklemmens des Schneideisens zu vermeiden. Alternativ können auch Führungsbuchsen im Schneideisenhalter eingesetzt werden, um das Verkanten des Schneideisens zu vermeiden.
Außengewinde (und Innengewinde mit großem Durchmesser) können grundsätzlich auch mit Drehmeisseln oder Gewindestrehlern und einer speziellen Gewindeschneideinrichtung (Leitspindel/Schlossmutter) auf einer Drehmaschine geschnitten werden. Besonders bei langen und dünnen Aussengewinden kann das Werkstück jedoch ausweichen, wenn keine Abstützung (z. B. durch Rollkörner, mitlaufende Zentrierspitze etc.) verwendet wird. Da die Maschine zunächst eingerichtet werden muss, ist das Schneiden von einzelnen Gewinden auf nicht automatisierten Drehmaschinen mit einem höheren Zeitaufwand verbunden. Vor dem Ausspannen sollte das Gewinde mittels einer Gewindelehre überprüft werden.